# N-S 82 Březinka

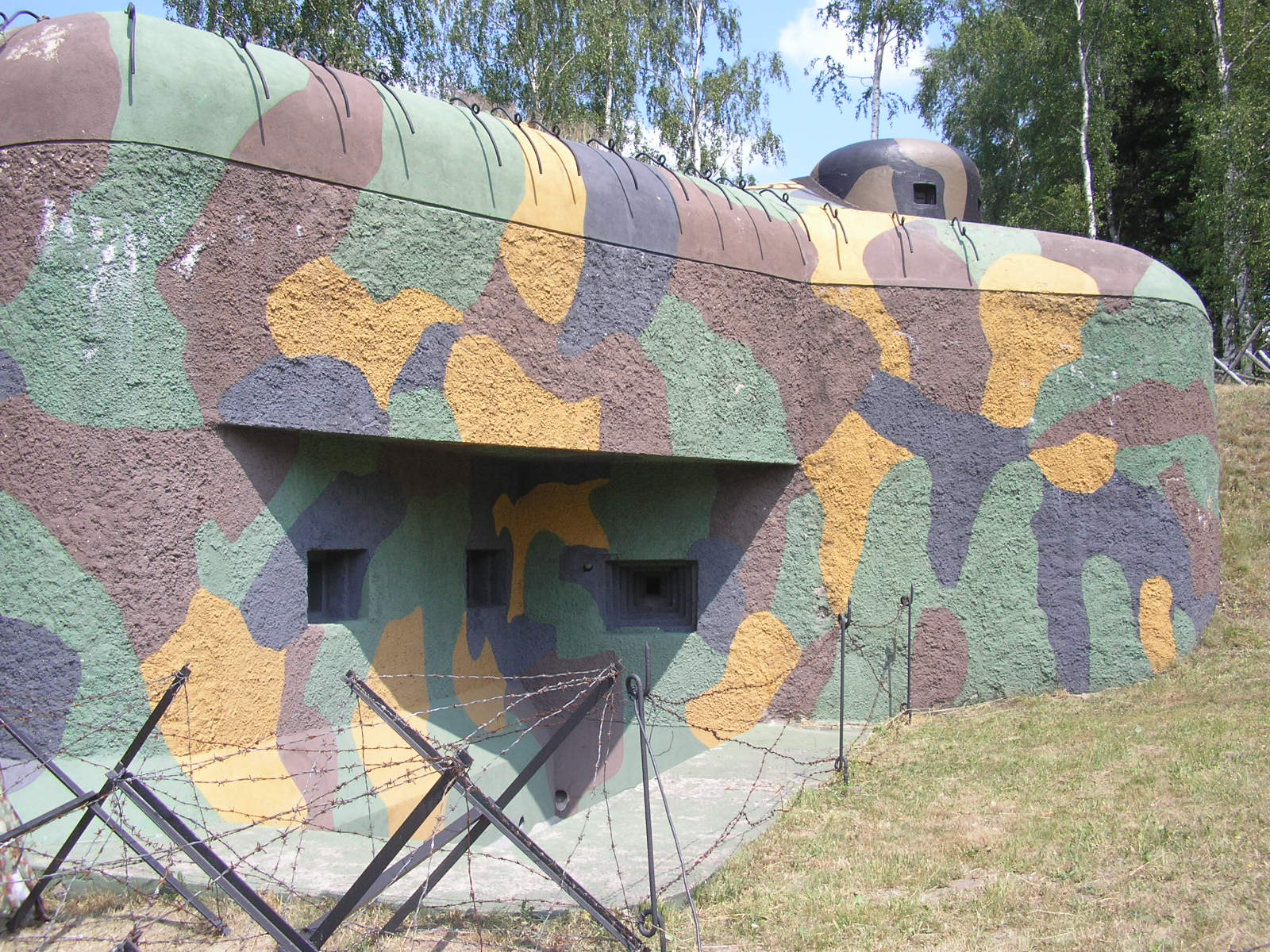
Pravá střílna

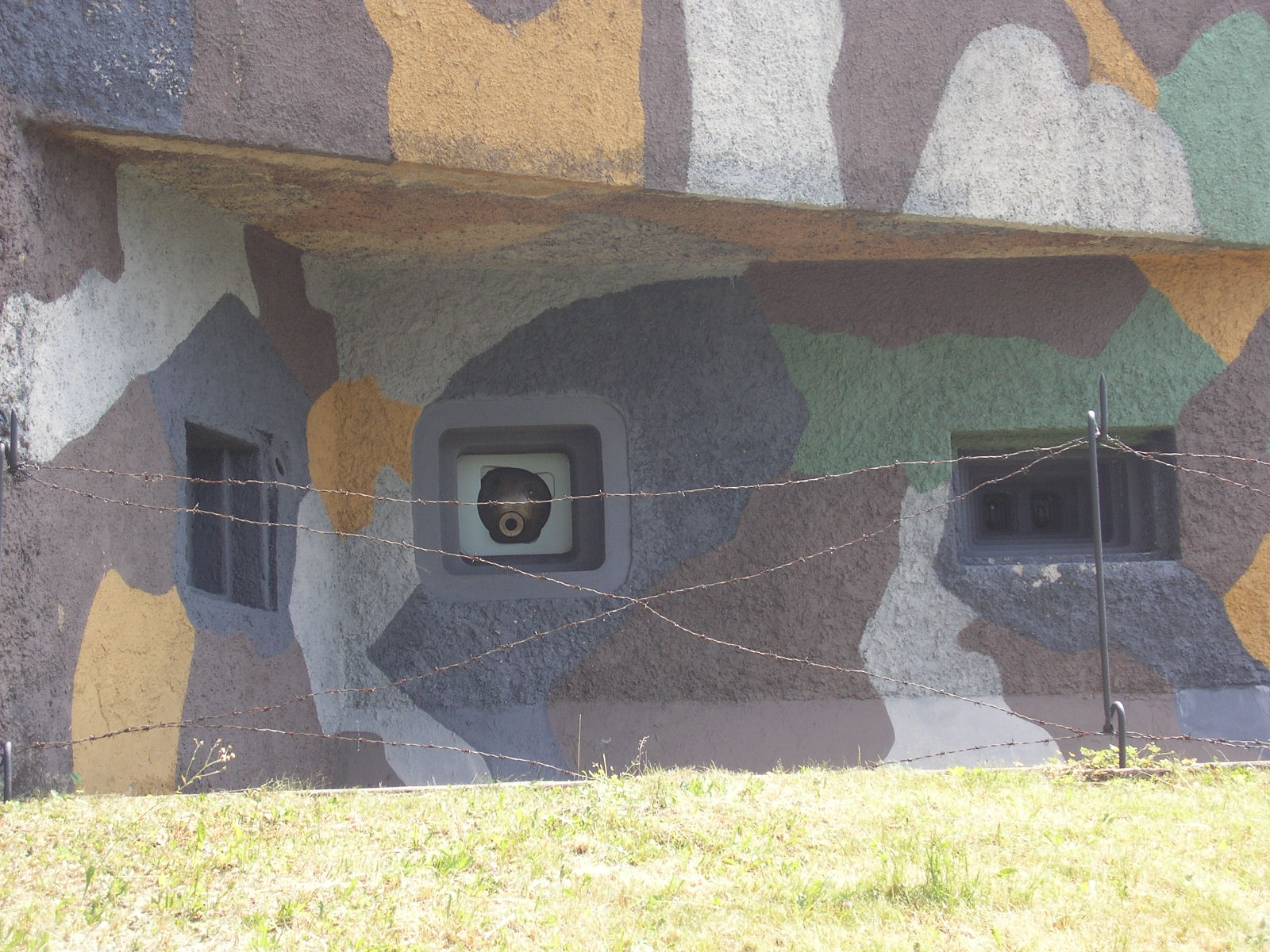
Levá střílna

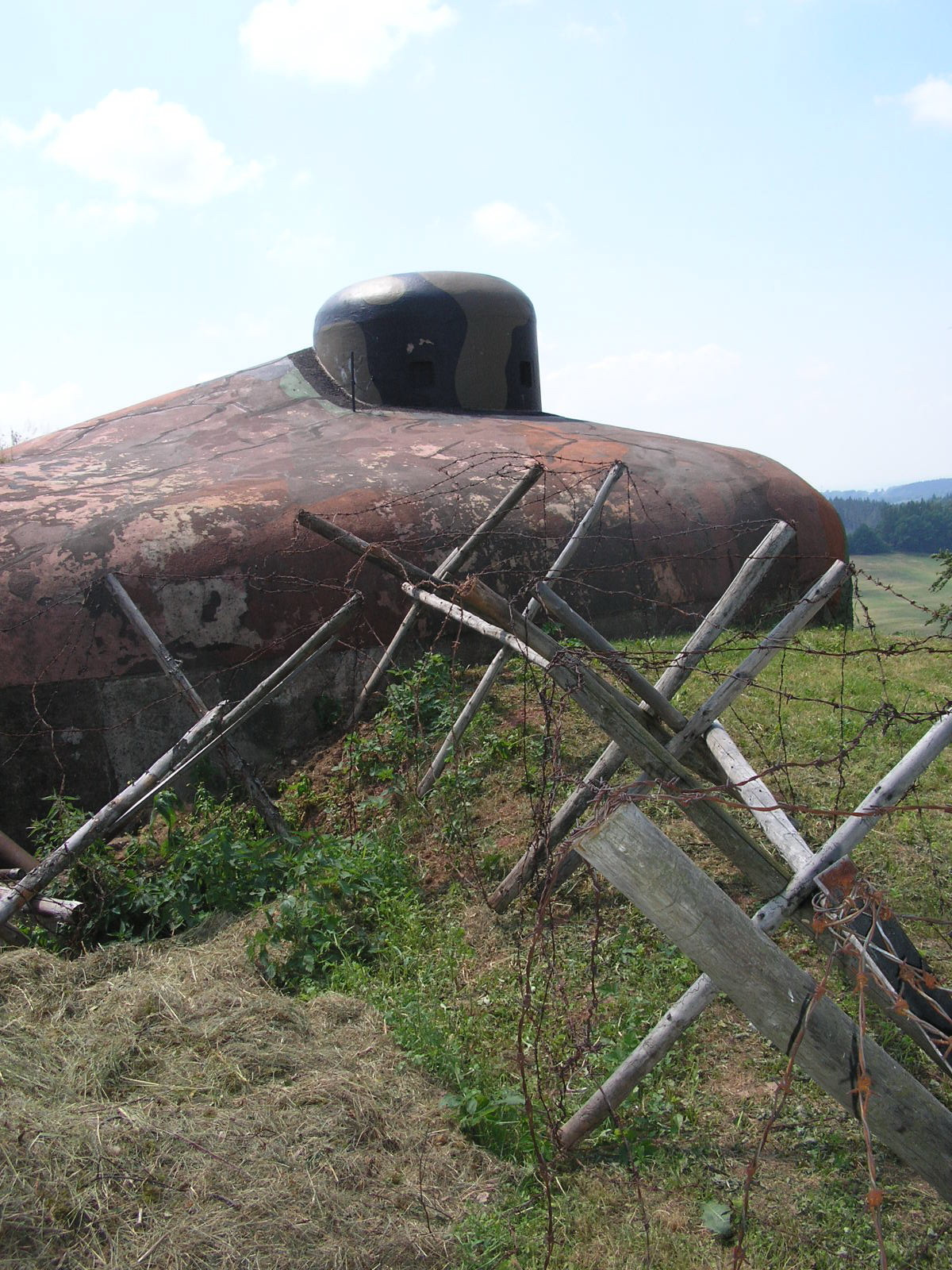
Levý zvon

N-S 82 „Březinka“ je samostatný pěchotní srub těžkého opevnění, který byl součástí pevnostního systému předválečné Československé republiky.
Byl postaven v roce 1937 v režii ŽSV Náchod v rámci stavebního podúseku Polsko. V době mobilizace v září 1938 byl plně vybaven a vyzbrojen. Za války byl, podobně jako většina těžkých objektů, devastován odstraněním pancéřových prvků, po válce chátral v zapomnění. V letech 1988 – 2000 byl rekonstruován Klubem vojenské historie Náchod do stavu v roce 1938. Srub se nachází v blízkosti dělostřelecké tvrze Dobrošov.
N-S 82 „Březinka“ je samostatný, oboustranný, dvoupodlažní pěchotní srub, postaven ve II. stupni odolnosti. Objekt byl postaven ve svahu a je proto výškově lomený. Levou skupinou hlavních zbraní uzavíral údolí Bělovsi a společně s dalšími samostatnými objekty a dělostřelectvem z Dobrošova bránil klíčovou přístupovou cestu k Náchodu. Pravou skupinou hlavních zbraní vytvářel palebnou přehradu směrem k sousednímu objektu N-S 81 Lom a k dobrošovské tvrzi. Pro objekt se počítalo s osádkou 32 mužů.
Objekt byl vybetonován souvisle ve dnech 4. – 9. října 1937. Je vybaven vrtanou, 61 m hlubokou studnou. Kubatura železobetonu dosáhla 1365 kubických metrů.
V rekonstruovaném objektu je k vidění unikátně dochovaná a funkční filtrovna z roku 1938. Od roku 2003 je v levé střelecké místnosti umístěn originální pevnostní protitankový kanón vzor 36 ráže 47 mm, který byl získán z norské pevnosti Oscarsborg. Jedná se o kanón původně umístěný právě na Březince. Vrtaná studna v týlovém patře je rovněž plně funkční a vybavena původním vodním čerpadlem Royal, které členové KVH Náchod na počátku devadesátých let objevili při průzkumu objektu N-S 91 Rozhledna. Březinka patří mezi nejlépe rekonstruované objekty československého těžkého opevnění a podle převládajícího názoru v tomto ohledu dokonce drží primát.

## Výzbroj
směrem k Náchodu (levá strana)
- protitankový kanón vz.36 ráže 47 mm spřažený s těžkým kulometem vz.37 ráže 7,92 mm
- dva spřažené těžké kulomety vz.37 ráže 7,92 mm směrem k Náchodu
- těžký kulomet vz.37 ráže 7,92 mm ve zvonu

směrem k Dobrošovu (pravá strana)
- dva těžké kulomety vz.37
- lehký kulomet vz.26 ráže 7,92 mm ve zvonu

pod betonem
- 4 lehké kulomety vz.26 k ochraně střílen hlavních zbraní a vchodu
- 2 granátové skluzy

## Přístup
- od Lázní v Bělovsi pěšky kolem hotelu Bonato přímo do kopce po turistické značce
- od tvrze Dobrošov pěšky po zelené turistické značce